# Masdevallia phasmatodes
Masdevallia phasmatodes är en orkidéart som beskrevs av Willibald Königer. Masdevallia phasmatodes ingår i släktet Masdevallia och familjen orkidéer. Inga underarter finns listade i Catalogue of Life.